# Gran Premio Costa degli Etruschi 2001
Il Gran Premio Costa degli Etruschi 2001, sesta edizione della corsa, si svolse il 4 febbraio 2001 su un percorso di 171,6 km e fu vinta dall'italiano Fabio Sacchi della Saeco che prevalse in volata sul suo connazionale Gabriele Balducci e sull'ucraino Vladimir Duma.

## Ordine d'arrivo (Top 10)
| Pos. | Corridore          | Squadra                      | Tempo    |
| ---- | ------------------ | ---------------------------- | -------- |
| 1    | Fabio Sacchi       | Saeco                        | 4h02'00" |
| 2    | Gabriele Balducci  | Tacconi Sport-Vini Caldirola | s.t.     |
| 3    | Vladimir Duma      | Ceramiche Panaria-Fiordo     | s.t.     |
| 4    | Roberto Petito     | Fassa Bortolo                | s.t.     |
| 5    | Filippo Casagrande | Fassa Bortolo                | s.t.     |
| 6    | Paolo Tiralongo    | Fassa Bortolo                | s.t.     |
| 7    | Diego Ferrari      | Tacconi Sport-Vini Caldirola | s.t.     |
| 8    | Denis Lunghi       | Team Colpack-Astro           | a 4"     |
| 9    | Ivan Basso         | Fassa Bortolo                | a 15"    |
| 10   | Mirko Celestino    | Saeco                        | s.t.     |